# Cheikha Tetma
Cheikha Tetma (née Fatéma Tabet en 1891 à Tlemcen où elle est morte le 22 avril 1962) est une interprète algérienne de musique hawzi et du genre hawfi, originaire de Tlemcen.
Cheikha Tetma fait partie de ces musiciens qui ont marqué la vie artistique algérienne dans la première moitié du XXe siècle. Elle a été la première femme à chanter et à organiser des fêtes à Tlemcen.

## Biographie
Enfant, elle fréquente, comme beaucoup d'enfants de son âge l’école coranique. Elle apprend le Coran et la langue arabe auprès de Cheikh el Iraqi el Hadj Mohamed. Mais c’est auprès de Moulay Ahmed Medeghri dit Serfaqo, barbier musicien et poète, qu’elle s’initie à la musique. Sa mère, issue d’une famille de mélomanes, l’encourage. Plus tard, elle est prise en charge par les frères Dib (Mohamed et Ghaouti), grands maîtres de la musique andalouse de l’époque à Tlemcen.
C’est en 1916 qu’elle se produit pour la première fois en public lors d’une fête foraine organisée place de la Mairie à Tlemcen. Tetma joue au sein de l’orchestre de Braham Ed Derrai, musicien de confession juive. C’est le début d’une longue carrière.
Jouant du luth, de la kouitra et du violon, Cheikha Tetma et son orchestre vont enchanter le site d’El Ourit (les Cascades) lors de ses interprétations de hawfi, un genre musical propre aux femmes. Du hawfi, le passage au hawzi se fait de manière aisée et la musicienne va également  interpréter les œuvres des maîtres El Mandassi, Ahmed Ben Triki, Mohammed Benmsayeb et Bensahla.
L’année 1918 verra l’enregistrement de ses premiers disques aux éditions Pathé dont el akhbar dja min el gharb et hanina. De 1919 à 1925, l’artiste est contrainte de s’exiler à Fès au Maroc à la suite d'une cabale menée par certains notables conservateurs de la ville.
Revenue à Tlemcen elle collabore avec Abdelkrim Dali avec lequel elle interprétera en 1938 « Aziz el wissal » et fait dans les années quarante de fréquents séjours à Alger, sollicitée par les milieux algérois pour animer les fêtes familiales. C’est sa consœur Meriem Fekkaï qui se chargeait de la commande et de la programmation des soirées.
De 1950 à 1955 Cheikha Tetma s’établit à Alger sollicitée par El-Boudali Safir pour faire partie de l'orchestre féminin aux côtés de Fadhela Dziria, Reinette Daoud, Meriem Fekkaï, Alice Fitoussi... En 1954 elle met fin à sa carrière musicale en faisant un ultime enregistrement chez Odeon, en l’occurrence une chanson à caractère mystique puisée dans le diwan de cheikh Sidi Lakhdar Ben Khlouf : Chehal ‘eucht labed tendem.

## Quelques titres
- Nar hwakoum lahab (feu ravageur)
- Ana el ghrib (moi l’étranger)
- Limen nechki ? (auprès de qui me plaindrais-je ?)
- Emchi ya rassoul ‘and el habib (va ô messager chez le bien-aimé)
- Laqeytouha fi tawafi tes’a (je l’ai rencontrée en promenade)
- ‘Alamen takoun had ezziyara (pour qui est cette visite ?)
- Malakni el hawa (l’amour m’a conquise)
- Lemmen nechki biqorh jmar ghzali (auprès de qui vais-je me plaindre de mes douleurs ?)

Cheikha Tetma a été produite par les grandes maisons d’édition musicale de l’époque : Pathé (1917-1918), Polyphon (1928-1932) et Odeon (de 1934 à la fin de sa carrière).